# 高倉永継
高倉 永継 （たかくら ながつぐ）は、室町時代後期から戦国時代にかけての公卿。権中納言・高倉永豊の子。官位は従二位・権中納言。高倉家5代。

## 経歴
後花園朝の嘉吉2年（1442年）叙爵。長らく散位で昇進は遅く、応仁元年（1467年）に41歳で従三位・非参議に任ぜられ、公卿に列する。その後も昇進は停滞し、文明14年（1482年）56歳で権中納言に昇進。文明17年（1485年）に権中納言を辞して出家（法名常祐）、永正7年（1510年）薨去。享年84。

## 官歴
注釈のないものは『公卿補任』に基づく
- 嘉吉2年（1442年） 正月某日：叙爵（従五位下）[1]
- 宝徳2年（1450年） 正月6日：正五位下[1]
- 康正2年（1456年） 正月5日：従四位上[1]
- 長禄2年（1458年） 2月13日：正四位下[1]
- 応仁元年（1467年） 4月26日：従三位、非参議
- 応仁2年（1468年） 4月15日：参議
- 文明2年（1470年） 6月7日：正三位
- 文明8年（1476年） 正月6日：従二位
- 文明9年（1477年） 12月30日：辞参議
- 文明11年（1479年） 某日：還参議
- 文明12年（1480年） 3月29日：兼備前権守
- 文明14年（1482年） 7月18日：権中納言
- 文明17年（1485年） 6月8日：辞権中納言[1]
- 永正7年（1510年） 7月12日：薨去（享年84、法名常祐）[1]

## 系譜
- 父：高倉永豊[2]
- 母：不詳
- 妻：東坊城益長の娘[2][3]
  - 男子：高倉永康[2][3]（1464 - 1512）
- 生母不明の子女
  - 女子：甘露寺元長室[3]
  - 女子：山科言国室[3]
  - 女子：高倉継子 - 後柏原院女房[3]
  - 女子：本願寺光兼室[3]
  - 女子：證誠寺善鎮室[3]